# هفت سوار دلاور
هفت سوار دلاور (به انگلیسی: The Magnificent Seven Ride) که همچنین با نام هفت دلاور ۴ (به انگلیسی: The Magnificent Seven 4) نیز شناخته می‌شود، یک فیلم وسترن محصول سال ۱۹۷۲ و چهارمین و آخرین دنباله فیلم هفت دلاور است. در این فیلم لی وان کلیف در نقش کریس آدامز، جایگزین یول برینر و جرج کندی در این نقش شده است. این اثر به کارگردانی جرج مک‌کاون ساخته شده است.